# Tony Awards 1982
Die Verleihung der 36. Tony Awards 1982 (36th Annual Tony Awards) fand am 6. Juni 1982 im Imperial Theatre in New York City statt. Moderator der Veranstaltung war Tony Randall, als Laudatoren fungierten Lucie Arnaz, Milton Berle, Victor Borge, Pam Dawber, Lillian Gish, Marvin Hamlisch, Lena Horne, Beth Howland, Robert Goulet, James Earl Jones, Swoosie Kurtz, Michele Lee, Hal Linden, Ann Miller, Robert Preston, Jason Robards, Ginger Rogers, Gary Sandy, Ben Vereen. In der Zeremonie wurde ein großes Broadway-Theater gefeiert, das Imperial Theatre. Ausgezeichnet wurden Theaterstücke und Musicals der Saison 1981/82, die am Broadway ihre Erstaufführung hatten. Die Preisverleihung wurde von Columbia Broadcasting System im Fernsehen übertragen.

## Hintergrund
Die Antoinette Perry Awards for Excellence in Theatre, oder besser bekannt als Tony Awards, werden seit 1947 jährlich in zahlreichen Kategorien für herausragende Leistungen bei Broadway-Produktionen und -Aufführungen der letzten Theatersaison vergeben. Zusätzlich werden verschiedene Sonderpreise, z. B. der Regional Theatre Tony Award, verliehen. Benannt ist die Auszeichnung nach Antoinette Perry. Sie war 1940 Mitbegründerin des wiederbelebten und überarbeiteten American Theatre Wing (ATW). Die Preise wurden nach ihrem Tod im Jahr 1946 vom ATW zu ihrem Gedenken gestiftet und werden bei einer jährlichen Zeremonie in New York City überreicht.

## Gewinne und Nominierte

### Theaterstücke
| Kategorie                            | Preisträger                | Theaterstück                                                       | Nominierungen |
| Bestes Theaterstück                  | David Edgar                | The Life and Adventures of Nicholas Nickleby                       | - Crimes of the Heart – Beth Henley - The Dresser – Ronald Harwood - „Master Harold“...and the Boys – Athol Fugard                                                                                               |
| Bester Hauptdarsteller Theaterstück  | Roger Rees                 | The Life and Adventures of Nicholas Nickleby als Nicholas Nickleby | - Tom Courtenay in The Dresser als Norman - Milo O’Shea in Mass Appeal als Father Tim Farley - Christopher Plummer in Othello als Iago                                                                           |
| Beste Hauptdarstellerin Theaterstück | Zoe Caldwell               | Medea als Medea                                                    | - Katharine Hepburn in The West Side Waltz als Margaret Mary Elderdice - Geraldine Page in Agnes of God als Mother Miriam Ruth - Amanda Plummer in A Taste of Honey als Josephine                                |
| Bester Nebendarsteller Theaterstück  | Zakes Mokae                | „Master Harold“...and the Boys als Sam                             | - Richard Kavanaugh in The Hothouse als Gibbs - Edward Petherbridge in The Life and Adventures of Nicholas Nickleby als Newman Noggs - David Threlfall in The Life and Adventures of Nicholas Nickleby als Smike |
| Beste Nebendarstellerin Theaterstück | Amanda Plummer             | Agnes of God als Agnes                                             | - Judith Anderson in Medea als Nurse - Mia Dillon in Crimes of the Heart als Babe Botrelle - Mary Beth Hurt in Crimes of the Heart als Meg MaGrath                                                               |
| Beste Theaterregie                   | Trevor Nunn und John Caird | The Life and Adventures of Nicholas Nickleby                       | - Melvin Bernhardt – Crimes of the Heart - Geraldine Fitzgerald – Mass Appeal - Athol Fugard – „Master Harold“...and the Boys                                                                                    |

### Musicals
| Kategorie                       | Preisträger                                                | Musical                              | Nominierungen |
| Bestes Musical                  | Maury Yeston (Musik und Liedtexte) und Arthur Kopit (Buch) | Nine                                 | - Dreamgirls - Joseph and the Amazing Technicolor Dreamcoat - Pump Boys and Dinettes |
| Bester Hauptdarsteller Musical  | Ben Harney                                                 | Dreamgirls als Curtis Taylor Jr.     | - Herschel Bernardi in Fiddler on the Roof als Tevye - Victor Garber in Little Me als Verschiedene Charaktere - Raúl Juliá – Nine as Guido Contini                                                                                   |
| Beste Hauptdarstellerin Musical | Jennifer Holliday                                          | Dreamgirls als Effie White           | - Lisa Mordente in Marlowe als Emelia Bossano - Mary Gordon Murray in Little Me als Belle Poitrine - Sheryl Lee Ralph in Dreamgirls als Deena Jones                                                                                  |
| Bester Nebendarsteller Musical  | Cleavant Derricks                                          | Dreamgirls als James "Thunder" Early | - Obba Babatundé in Dreamgirls als C.C. White - David Alan Grier in The First als Jackie Robinson - Bill Hutton in Joseph and the Amazing Technicolor Dreamcoat als Joseph                                                           |
| Beste Nebendarstellerin Musical | Liliane Montevecchi                                        | Nine als Liliane La Fleur            | - Karen Akers in Nine als Luisa Contini - Laurie Beechman in Joseph and the Amazing Technicolor Dreamcoat als Narrator - Anita Morris in Nine als Carla Albanese                                                                     |
| Bestes Musicallibretto          | Tom Eyen                                                   | Dreamgirls                           | - Tim Rice – Joseph and the Amazing Technicolor Dreamcoat - Arthur Kopit – Nine - Joel Siegel und Martin Charnin – The First |
| Beste Originalmusik             | Maury Yeston (Musik und Liedtexte)                         | Nine                                 | - Dreamgirls – Henry Krieger (Musik) und Tom Eyen (Liedtexte) - Joseph and the Amazing Technicolor Dreamcoat – Andrew Lloyd Webber (Musik) und Tim Rice (Liedtexte) - Merrily We Roll Along – Stephen Sondheim (Musik und Liedtexte) |
| Beste Musicalregie              | Tommy Tune                                                 | Nine                                 | - Michael Bennett – Dreamgirls - Martin Charnin – The First - Tony Tanner – Joseph and the Amazing Technicolor Dreamcoat |

### Theaterstücke oder Musicals
| Kategorie            | Preisträger                        | Theaterstück bzw. Musical                    | Nominierungen |
| Bestes Bühnenbild    | John Napier und Dermot Hayes       | The Life and Adventures of Nicholas Nickleby | - Ben Edwards – Medea - Lawrence Miller – Nine - Robin Wagner – Dreamgirls                                              |
| Beste Choreographie  | Michael Bennett und Michael Peters | Dreamgirls                                   | - Peter Gennaro – Little Me - Tony Tanner – Joseph and the Amazing Technicolor Dreamcoat - Tommy Tune – Nine            |
| Beste Kostüme        | William Ivey Long                  | Nine                                         | - Theoni V. Aldredge – Dreamgirls - Jane Greenwood – Medea - John Napier – The Life and Adventures of Nicholas Nickleby |
| Bestes Lichtdesign   | Tharon Musser                      | Dreamgirls                                   | - Martin Aronstein – Medea - David Hersey – The Life and Adventures of Nicholas Nickleby - Marcia Madeira – Nine        |
| Beste Wiederaufnahme | William Shakespeare                | Othello                                      | - A Taste of Honey - Medea - My Fair Lady                                                                               |

### Sonderpreise (ohne Wettbewerb)
| Kategorie              | Preisträger                                 | Grund der Preisverleihung |
| Regional Theatre Award | The Guthrie Theatre, Minneapolis, Minnesota |                           |
| Special Tony Award     | The Actors’ Fund of America                 |                           |
| Special Tony Award     | Warner Communications                       | Theatre Award ’82         |
| Special Tony Award     | Radio City Music Hall                       | Theatre Award ’82         |

## Statistik

### Mehrfache Nominierungen
- 13 Nominierungen: Dreamgirls
- 12 Nominierungen: Nine
- 8 Nominierungen: The Life and Adventures of Nicholas Nickleby
- 7 Nominierungen: Joseph and the Amazing Technicolor Dreamcoat
- 6 Nominierungen: Medea
- 4 Nominierungen: Crimes of the Heart
- 3 Nominierungen: The First, Little Me und „Master Harold“...and the Boys
- 2 Nominierungen: Agnes of God, The Dresser, Mass Appeal, Othello und A Taste of Honey

### Mehrfache Gewinne
- 6 Gewinne: Dreamgirls
- 5 Gewinne: Nine
- 4 Gewinne: The Life and Adventures of Nicholas Nickleby